# Rabson Mucheleng'anga
Rabson Mucheleng'anga (sinh ngày 14 tháng 9 năm 1989) là một thủ môn bóng đá người Zambia và thi đấu cho Nchanga Rangers F.C. ở Giải bóng đá ngoại hạng Zambia. Anh từng thi đấu cho Power Dynamos FC.

## Sự nghiệp quốc tế
Khi còn trẻ, anh ra sân thường xuyên cho đội tuyển quốc gia Zambia, là lựa chọn thứ hai chỉ sau George Kolala. và là cựu cầu thủ U-20 quốc gia.